# Кристиан Генрих Бранденбург-Кульмбахский
Кристиан Генрих Бранденбург-Кульмбахский (нем. Christian Heinrich von Brandenburg-Kulmbach; 29 июля 1661, Байрейт — 5 апреля 1708, Веферлинген) — немецкий принц, представитель побочной линии — кульмбах-байрейтской ветви младшей линии франконских Гогенцоллернов, основанной его отцом. Отец двух маркграфов Бранденбург-Байрейта и королевы Дании.

## Биография
Кристиан Генрих — второй сын Георга Альбрехта Бранденбург-Кульмбахского (1619—1666) и его первой супруги Марии Елизаветы Гольштейн-Глюксбургской (1628—1664). В 1687 году женился на Софии Кристиане фон Вольфштейн (1667—1737), хотя этот брак при маркграфском дворе в Байрейте не был признан равнородным. С 1694 года по приглашению правительства Бранденбург-Ансбаха Кристиан Генрих проживал с семьёй в маркграфской крепости в анбахском эксклаве Шёнберг. Имея весьма скромный апанаж и погрязнув в долгах, Кристиан Генрих в 1703 году заключил Шёнбергский договор, по которому отказался от принадлежавших ему прав наследования франконских владений Гогенцоллернов (Бранденбург-Ансбаха и Бранденбург-Байрейта) в пользу Пруссии. Взамен король Пруссии Фридрих I брал на себя соответствующее обеспечение семьи Кристиана Генриха и предоставлял ему новое место жительство — замок Веферлинген близ Магдебурга, куда Кристиан Генрих с семьёй перебрался в последующем году и через четыре года умер.
После смерти отца старший сын Кристиана Генриха Георг Фридрих Карл Бранденбург-Байрейтский занялся расторжением Шёнбергского договора, что ему удалось после долгих разбирательств в 1722 году, и в 1726 году он вступил в свои права в княжестве Байрейт. Его старший сын Фридрих умер в 1763 году, не оставив потомков мужского пола, наследником в Байрейтском княжестве стал младший сын Кристиана Генриха Фридрих Кристиан.

## Потомки
В семье Кристиана Генриха родились:
- Георг Фридрих Карл (1688—1735), маркграф Бранденбург-Байрейта, женат на Доротее Шлезвиг-Гольштейн-Зондербург-Бекской (1685—1761), развод
- Альбрехт Вольфганг (1689—1734), погиб
- Доротея Шарлотта (1691—1712), замужем за графом Карлом Людвигом Гогенлоэ-Вейкерсгеймским (1674—1756)
- Фридрих Эмануэль (1692—1693)
- Кристиана Генриетта (1693—1695)
- Фридрих Вильгельм (1695)
- Кристиана (1698)
- Кристиан Август (1699—1700)
- София Магдалена (1770), замужем за королём Дании и Норвегии Кристианом VI (1699—1746)
- Кристина Вильгельмина (1702—1704)
- Фридрих Эрнст (1703—1762), штатгальтер герцогств Шлезвиг-Гольштейн (1731-1762), фельдмаршал-лейтенант датской службы (1739), женат на Кристине Софии Брауншвейг-Бевернской (1717—1779)
- Мария Элеонора (1704—1705)
- София Каролина (1707—1764), замужем за князем Георгом Альбрехтом Ост-Фрисландским (1690—1734)
- Фридрих Кристиан (1708—1769), маркграф Бранденбург-Байрейта, женат на Виктории Шарлотте Ангальт-Бернбург-Шаумбург-Хоймской (1715—1792)